# Daphne domini
Daphne domini är en tibastväxtart som beskrevs av Josef Jakob Halda. Daphne domini ingår i släktet tibaster, och familjen tibastväxter. Inga underarter finns listade i Catalogue of Life.